# Princesse Olala
Pour plus de détails, voir Fiche technique et Distribution.
Princesse Olala (Prinzessin Olala) est un film allemand réalisé par Robert Land, sorti en 1928.

## Synopsis
Boris est fils du prince d'une petite monarchie d'opérette, qui doit absolument être marié selon le souhait de son père. Le jeune homme de 25 ans ne connait absolument rien de ce qui concerne le sexe opposé et n'a jusqu'à présent été passionné que par la musique. Afin de le préparer à ses devoirs conjugaux, on envoie son fils à Paris en compagnie du chambellan royal en tant que gardien paternel. Ils arrivent à l'école de l'amour de Madame Chichotte de Gastoné, surnommée Olala dans les cercles intimes et Boris doit faire la connaissance de sa future épouse, la princesse Xenia. Le vieux prince rédige deux lettres à l'attention d'Olala ainsi que la princesse mais elles sont interverties et c'est ainsi que commence une série de malentendus et de confusions.
Croyant ce que disent les missives, Xenia demande à Chichotte de la faire jouer Olala, tandis que Chichotte devrait jouer la future noble de Boris. De cette manière, Xenia, désormais princesse Olala souhaite faire la connaissance de son futur époux de manière tout à fait inoffensive et authentique. Mais il arrive bientôt ce que personne n'avait prévu ni souhaité car Boris tombe amoureux de la fausse princesse et donc de la vraie Olala, c'est-à-dire Chichotte. Ce qui n'est pas du goût de l'amant de cette dernière, le dandy et voyou René. Il s'ensuit toutes sortes d'imbroglios où Boris est notamment arrêté provisoirement à la suite d'un vol de bijoux commis par René. 
Finalement, le prince Boris ramene chez lui la princesse qui lui était destinée.

## Fiche technique
- Titre original : Prinzessin Olala
- Titre français : Princesse Olala
- Réalisation : Robert Land
- Scénario : Franz Schulz et Jean Gilbert
- Photographie : Willy Goldberger
- Pays d'origine : Allemagne  République de Weimar
- Format : Noir et blanc - 1,33:1 - Film muet
- Genre : drame
- Durée : 70 minutes
- Date de sortie : 1928

## Distribution
- Hermann Böttcher : le Prince
- Walter Rilla : le Prince Boris
- Georg Alexander : le chambellan
- Carmen Boni : Princesse Xenia
- Ila Mecséry : Hedy, l'amie de la princesse
- Marlene Dietrich : Chichotte de Gastoné
- Hans Albers : René
- Carl Goetz : un vieux gentleman
- Gyula Szöreghy : l'homme fort
- Aribert Wäscher : policier
- Alfred Abel